# شهرک صنعتی بوعلی
شهرک صنعتی بوعلی یک منطقه صنعتی در ایران در شهر همدان است. 
مساحت کلی شهرک 147 هکتار و مساحت صنعتی 91 هکتار می باشد. شهرک صنعتی بوعلی در کیلومتر 12 جاده همدان- تهران واقع است. .شرکت عمران شهرک صنعتی بوعلی زیر نظر شرکت شهرک‌های صنعتی همدان در تاریخ 7/8/82 به شماره 5026 در سازمان ثبت اسناد و املاک استان همدان به ثبت رسیده
برخی از گروه های صنعتی بزرگ همدان مانند شرکت صنایع غذایی سحر، همدان ترانس، ویسپار در این شهرک دفتر مرکزی خود را دایر کرده اند.

آدرس شهرک صنعتی بوعلی: کیلومتر 12 همدان - تهران